# Ute Blaich
Ute Blaich (* 2. Januar 1939 in Nürnberg; † 22. Februar 2004) war eine deutsche Redakteurin, Herausgeberin und Kinderbuchautorin.

## Leben
Für Kinder schrieb Blaich, die Literatur, Psychologie und Kunstgeschichte studiert hatte, gemeinsam mit Autoren wie Jürg Schubiger oder ihrem Ehemann Gert Haucke. Auch als Sprecherin auf Märchenplatten war sie zu hören. Ab 1978 betreute die gleichfalls studierte Malerin die Kinderbuchseite der Zeit, für die sie 1986 den renommierenden Preis „Luchs“ für das beste Kinderbuch des Monats ins Leben rief. Von 1991 bis 1997 war Blaich dann höchst erfolgreich für die rotfuchs-Kinderbuchreihe des Rowohlt-Verlags verantwortlich. Später führte sie beim Aufbauverlag noch eine angesehene bibliophile Bilderbuchsparte ein.
Blaich erreichte in den 1970er-Jahren auch größere Bekanntheit als Moderatorin der NDR-Fernsehsendung Aktuelle Schaubude.

## Werke
- Das Mäuse-ABC, München 1972
- Milchreis, Colt & Veilchenfänger, Oldenburg [u. a.] 1973
- Zwonimirkas Zwiebelkiste, Oldenburg [u. a.] 1973
- Das rosa Pferd, Oldenburg [u. a.] 1974
- Homo ludens, Krefeld
  - 1. 1959 – 1978, 1978
- Geburtstags-Philipp, Hamburg 1990 (zusammen mit Hanne Türk)
- Gute Reise, Philipp, Hamburg 1990 (zusammen mit Hanne Türk)
- Philipps Gute-Nacht-Sendung, Hamburg 1990 (zusammen mit Hanne Türk)
- Philipp Otto Runge, Die Hülsenbeckschen Kinder, Reinbek bei Hamburg 1995
- Die kleine Arche, Reinbek bei Hamburg 1997 (zusammen mit Rotraut Susanne Berner)
- Der Stern, Gossau, Zürich [u. a.] 2001 (zusammen mit Julie Litty)

## Herausgeberschaft
- Elefanten weinen nicht, Reinbek bei Hamburg 1992
- Rotfuchs-Lesebuch Kinder, Kater & Co, Reinbek bei Hamburg 1992 (herausgegeben zusammen mit Renate Boldt)
- Der schwarze Teufel und andere Tiergeschichten, Reinbek bei Hamburg 1997
- Max Bolliger: Kleines Glück & wilde Welt, Berlin 2000
- Hans Magnus Enzensberger: Mond und Muschel, Berlin 2000
- Barbara Frischmuth: Alice im Wunderland, Berlin 2000
- Katharina Lausche: T wie Tukan, Berlin 2000
- Donna Bee: 24 kleine Wunder, Berlin 2000
- Christian Morgenstern: Der Schnupfen, Berlin 2000
- Volker Pfüller: Ziegenbock im Bratenrock, Berlin 2000
- Wolfdietrich Schnurre: Kasimir hat einen Vogel, Berlin 2000
- Wolfdietrich Schnurre: Die Prinzessin kommt um vier, Berlin 2000
- Michael Sowa: Prinz Tamino, Berlin 2000
- Aloys Zötl: Spaziergang ins Paradies, Berlin 2000
- Donna Bee: Norbert der Nachtwandler, Berlin 2001
- Mario Giordano: Der Mann mit der Zwitschermaschine, Berlin 2001
- Gert Haucke: Mein allerbester Freund, Berlin 2001
- Wilhelm Hauff: Die Geschichte von dem kleinen Muck, Berlin 2001
- Wilhelm Schulz: Der Prutzeltopf, Berlin 2001
- Erwin Strittmatter: Der Weihnachtsmann in der Lumpenkiste, Berlin 2001
- Barbara Treskatis: Schrat, Berlin 2001
- Friedrich Wolf: Die Weihnachtsgans Auguste, Berlin 2001
- Donna Bee: Mitternachtsbesuch, Berlin 2002
- Heidrun Boddin: Knaps der Knisper & die Käferparty, Berlin 2002
- Theodor Fontane: Herr von Ribbeck auf Ribbeck im Havelland, Berlin 2002
- Mario Giordano: Engel & Ungeheuer, Berlin 2002
- Wilhelm Hauff: Kalif Storch, Berlin 2002
- Wilhelm Hauff: Das Märchen vom falschen Prinzen, Berlin 2002
- Martin Karau: Ellis Biest, Berlin 2002
- Gérald Stehr: Oskar, das Schnabeltier, Berlin 2002
- Hans Fallada: Fridolin der freche Dachs, Berlin 2003
- Mario Giordano: Der Löwe im Atelier, Berlin 2003
- Wolfdietrich Schnurre: Doddlmoddl, Berlin 2003
- Wolfdietrich Schnurre: Die Maus im Porzellanladen, Berlin 2003
- Jürg Schubiger: Seltsame Abenteuer des Don Quijote, Berlin 2003
- Ludvík Aškenazy: Hasen pfeifen nicht, Berlin 2004
- Martin Karau: Jakob der Träumer, Berlin 2004
- Hermann Löns: Mümmelmann, Berlin 2004
- Christian Morgenstern: Das große Lalulā, Berlin 2004
- Antonie Schneider: Kleiner König, wer bist du?, Berlin 2004

## Übersetzungen
- Lynne Reid Banks: Der Indianer kommt zurück, Reinbek bei Hamburg 1996
- Janice May Udry: Die Mondhüpfer, Zürich 1984